# 図形数

正方形に対応する四角数

図形数（ずけいすう、英: figurate numbers）とは、一定の規則で図形状に並べられた点の個数として表される自然数の総称である。その歴史は、古代ギリシアのピタゴラス学派が「万物は数である」との思想のもと、図形と数を結び付けたところにまで遡る。例えば、図形として正方形を考えると、数としては平方数を得る。平方数を図形数として見るときには、これを特に「四角数」と呼ぶ。

## 用語
「図形数」に対応する英語は figurate number, figured number, figural number があるが、その意味する範囲は日本語、英語ともに曖昧さがある。古代ギリシアで扱われたもののみを指すこともあれば、4次元以上の図形に対応するものまで含める場合もある。figurate number の訳語として「装飾数」が用いられた例もある。

## 歴史

四角数は奇数の和と捉えられる。例えば、図は 4^{2} = 1 (赤) + 3 (黄) + 5 (緑) + 7 (青) を意味する。

紀元前6世紀頃のピタゴラス学派は、三角数や四角数を用いて、いくつかの数の性質を導いたとされる。例えば、正方形状に並んだ点から次に大きな正方形を作るにはL字形の「部品」を付加すればよいことから、最初の n 個の奇数の和が n 番目の四角数であることが分かる。現代的な記法では
{\displaystyle 1+3+5+\cdots +(2n-1)=n^{2}}
ということである。この性質を用いて、無数にピタゴラス数を得ることもピタゴラスは知っていた。また、三角数の2倍が矩形数であることから、1 から n までの和の公式
{\displaystyle 1+2+3+\cdots +n={\frac {1}{2}}n(n+1)}
を得る。
このように、図を用いることによって、様々な数の性質が確かめられる。例えば、連続する三角数の和は四角数である。現代的な式では
{\displaystyle {\frac {1}{2}}n(n-1)+{\frac {1}{2}}n(n+1)=n^{2}}
と表せる。やや複雑な例として、プルタルコスが記してディオファントスが引用したところによると、三角数の8倍に1を加えれば四角数となる。すなわち、
{\displaystyle {\frac {1}{2}}n(n+1)\times 8+1=(2n+1)^{2}}
である。

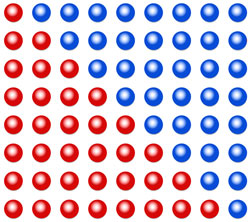
三角数の2倍は矩形数
連続する三角数の和は四角数
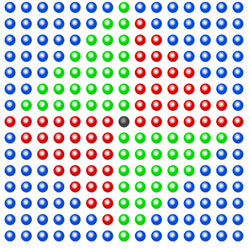
三角数の8倍に1を加えると四角数

紀元前2世紀のヒュプシクレスは、三角数や四角数を一般化した多角数を定義した。その後、スミュルナのテオン、ニコマコス、イアムブリコスらが多角数について論じた。

正四面体に対応する四面体数

2世紀頃のニコマコスは、その著書『算術入門』において、多角数は等差数列の和として定義されることを指摘したのみならず、種々の立体数についても述べている。具体的には、四面体数、四角錐数などの多角錐数、立方体数、切頂多角錐数などである。それよりも前に、紀元前4世紀頃のオプスのフィリポやスピューシップスが四面体数について考察したと考えられるが、文献は残っていない。
1544年、マイケル・シュティーフェルは、三角数、四面体数に続く五胞体数などの、高次元版の図形数を定義した。
近世ヨーロッパの数学者、バシェ、フェルマー、オイラーらも多角数について論じている。初等的な性質のみならず、フェルマーが多角数定理を予想し、オイラーが五角数定理を示すなど、やや高度な数論にも図形数は現れる。
1996年に出版されたコンウェイとガイの『数の本』には、その他のさまざまな図形数、例えば中心つき四角数や体心立方数などが図付きで紹介されている。

## グノモン

五角数とそのグノモン。色分けされた各部分がグノモンである。

先述のように、四角数からより大きな四角数を構成するときにはL字形の「部品」を付加すれば良かった。このような部品は古代ギリシアではグノモン（グノーモンやグノーモーンとも、英: gnomon）と呼ばれた。元々グノモンという語が意味するものは、日時計において影を作るための直立の棒であり、垂直を暗示するため、L字形の部品に対して用いられることとなった。

エウクレイデス『原論』の第2巻で定義されるグノモン。

エウクレイデス『原論』の第2巻では、正方形のみならず平行四辺形に対して、大きな平行四辺形の頂点から相似の平行四辺形を切り取ってできる平行六辺形を表す言葉に拡張してグノーモーンという語を定義している。アレクサンドリアのヘロンは、その部品を付加することによって元の図形と相似な図形を得るようなものと定義した。矩形数の場合、L字形の部品を加えると、元の矩形と新しい矩形は縦横比が異なるため、厳密には相似とはいえないが、このような場合にもグノモンの語が用いられる。

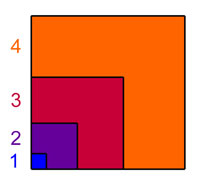
1^{3} + 2^{3} + 3^{3} + 4^{3} = (1 + 2 + 3 + 4)^{2} を示す図。各グノモンの面積は立方数である。

西暦1000年頃、アラビア数学者アル＝カラジは著書『ファフリー』(Fakhri)において、グノモンの考えを用いて三乗和の公式
{\displaystyle 1^{3}+2^{3}+\cdots +n^{3}=(1+2+\cdots +n)^{2}}
を示した。実際には彼は n = 10 の場合のみを説明しているが、疑いなく一般の場合を意識していた。四角数を用いた証明は以下の通り。ひとつの点から始め、一辺が 3 (= 1 + 2) の正方形となるようにグノモンを付加する。次は一辺が 6 (= 1 + 2 + 3) となるようにグノモンを付加する。これを繰り返して一辺が 55 (= 1 + 2 + … + 10) となるようにグノモンを付加したとき、最後のグノモンが含む点の個数は
10 × (1 + 2 + … + 9) × 2 + 10 × 10 = 103
と計算される。他のグノモンが含む点の個数も同様に立方数であることが分かるので、
13 + 23 + … + 103 = (1 + 2 + … + 10)2
が示される。